# NGC 5647
NGC 5647 é uma galáxia espiral (Sa) localizada na direcção da constelação de Boötes. Possui uma declinação de +11° 52' 38" e uma ascensão recta de 14 horas, 30 minutos e 36,0 segundos.
A galáxia NGC 5647 foi descoberta em 11 de Junho de 1880 por Édouard Jean-Marie Stephan.